# Calvin Harris
Adam Richard Wiles (n. 17 ianuarie 1984), cunoscut mai mult după numele de scenă Calvin Harris, este un DJ, cântăreț, cantautor și producător muzical scoțian. El deține casa de discuri Fly Eye Records. Albumul său de debut, I Created Disco, lansat în 2007, a fost certificat cu aur de către British Phonographic Industry, și conținte single-urile de top 10 "Acceptable in the 80s" și "The Girls". Cel de-al doilea său album de studio, Ready for the Weekend (2009), a atins poziția #1 în UK Album Chart și include piesa "I'm Not Alone", care a debutat pe poziția #1 în UK Singles Chart, hitul de top 5 "Ready for the Weekend", și single-urile "Flashback" și "You Used to Hold Me".
Un album remix intitulat L.E.D. Festival din iulie 2010, a fost lansat ca album liber în ediția din august a Mixmag. În octombrie 2012, Harris a lansat cel de-al treilea său album de studio, 18 Months, care conține single-urile "Bounce", "Feel So Close", "Let's Go", "We'll Be Coming Back", "Sweet Nothing", "Drinking from the Bottle", "I Need Your Love", și "Thinking About You", fiecare din ele intrând în UK Top 10. Calvin Harris a scris și a produs piese și pentru alți artiști, printre care Kylie Minogue, Sophie Ellis-Bextor, Dizzee Rascal, Cheryl Cole, Example și Rihanna — "We Found Love", un succes internațional și unul din cele mai bine vândute single-uri din toate timpurile.
Harris deține recordul pentru cele mai multe hituri de top 10 în UK Singles Chart de pe un singur album de studio, cu nouă hituri, surclasându-l pe Michael Jackson. Conform Forbes, Calvin Harris a fost cel mai bine plătit DJ în 2013, încasând aproximativ 46 de milioane $.

## Turnee
- Groove Armada: Soundboy Rock(2007)
- Faithless: To All New Arrivals (2007)
- Ready for the Weekend (2009–10)
- Deadmau5 și Skrillex: Unhooked (2010)
- Rihanna: Last Girl on Earth Tour și Loud Tour (2011)
- Budweiser Made in America Festival (2012–13) Philadelphia
- Stereosonic Festival Tour (2013), Australia
- Greater Than Tour (cu Tiësto) (2013), UK și Irlanda
- Coachella Music Festival (2014)

## Discografie
Albume de studio
- I Created Disco (2007)
- Ready for the Weekend (2009)
- 18 Months (2012)

## Premii și nominalizări
| An   | Premiu                           | Categorie                                | Recipient                                      | Rezultat     |
| ---- | -------------------------------- | ---------------------------------------- | ---------------------------------------------- | ------------ |
| 2007 | BT Digital Music Awards          | Best Electronic Artist or DJ             | Calvin Harris                                  | Nominalizare |
| 2007 | Q Awards                         | Best Breakthrough Artist                 | Calvin Harris                                  | Nominalizare |
| 2008 | XFM New Music Award              | —                                        | I Created Disco                                | Nominalizare |
| 2008 | Shortlist Music Prize            | —                                        | I Created Disco                                | Nominalizare |
| 2008 | Popjustice £20 Music Prize       | —                                        | "Dance wiv Me" (with Dizzee Rascal and Chrome) | Nominalizare |
| 2009 | The Music Producers Guild Awards | Best Remixer                             | Calvin Harris                                  | Câștigat     |
| 2009 | Premiile BRIT                    | British Single                           | "Dance wiv Me" (with Dizzee Rascal and Chrome) | Nominalizare |
| 2009 | NME Awards                       | Best Dancefloor Filler                   | "Dance wiv Me" (with Dizzee Rascal and Chrome) | Câștigat     |
| 2009 | Ivor Novello Awards              | Best Contemporary Song                   | "Dance wiv Me" (with Dizzee Rascal and Chrome) | Nominalizare |
| 2009 | Popjustice £20 Music Prize       | Best Contemporary Song                   | "I'm Not Alone"                                | Nominalizare |
| 2010 | Premiile BRIT                    | Best British Male                        | Calvin Harris                                  | Nominalizare |
| 2012 | MTV Video Music Awards           | Video of the Year                        | "We Found Love" (cu Rihanna)                   | Câștigat     |
| 2012 | MTV Video Music Awards           | Best Female Video                        | "We Found Love" (cu Rihanna)                   | Nominalizare |
| 2012 | MTV Video Music Awards           | Best Pop Video                           | "We Found Love" (cu Rihanna)                   | Nominalizare |
| 2012 | MTV Video Music Awards           | Best Electronic Video                    | "Feel So Close"                                | Câștigat     |
| 2012 | MTV Europe Music Awards          | Best Song                                | "We Found Love" (cu Rihanna)                   | Nominalizare |
| 2012 | MTV Europe Music Awards          | Best Video                               | "We Found Love" (cu Rihanna)                   | Nominalizare |
| 2012 | MTV Europe Music Awards          | Best Electronic Act                      | Calvin Harris                                  | Nominalizare |
| 2012 | MTV Video Music Awards Japan     | Best Female                              | "We Found Love" (cu Rihanna)                   | Nominalizare |
| 2012 | MTV Video Music Awards Japan     | Best Pop                                 | "We Found Love" (cu Rihanna)                   | Nominalizare |
| 2012 | American Music Awards            | Favorite Electronic Dance Music          | Calvin Harris                                  | Nominalizare |
| 2012 | MuchMusic Video Awards           | International Video of the Year – Artist | "We Found Love" (with Rihanna)                 | Nominalizare |
| 2012 | International Dance Music Awards | Best R&B/Urban Dance Track               | "We Found Love" (with Rihanna)                 | Câștigat     |
| 2012 | International Dance Music Awards | Best Video                               | "We Found Love" (with Rihanna)                 | Nominalizare |
| 2012 | International Dance Music Awards | Best Commercial/Pop Dance Track          | "We Found Love" (with Rihanna)                 | Câștigat     |
| 2012 | NRJ Music Awards                 | Best Song International                  | "We Found Love" (with Rihanna)                 | Nominalizare |
| 2012 | Billboard Music Awards           | Top Radio Song                           | "We Found Love" (with Rihanna)                 | Nominalizare |
| 2012 | mtvU Woodie Awards               | EDM Effect Woodie                        | "We Found Love" (with Rihanna)                 | Câștigat     |
| 2013 | Premiile Grammy                  | Best Dance Recording                     | "Let's Go" (featuring Ne-Yo)                   | Nominalizare |
| 2013 | Premiile Grammy                  | Best Short Form Music Video              | "We Found Love" (with Rihanna)                 | Câștigat     |
| 2013 | Premiile BRIT                    | British Male Solo Artist                 | Calvin Harris                                  | Nominalizare |
| 2013 | NME Awards                       | Dancefloor Anthem                        | "Sweet Nothing" (featuring Florence Welch)     | Câștigat     |
| 2013 | ASCAP Pop Music Awards           | Most Performed Song                      | "We Found Love" (with Rihanna)                 | Câștigat     |
| 2013 | ASCAP Pop Music Awards           | Most Performed Song                      | "Let's Go" (featuring Ne-Yo)                   | Câștigat     |
| 2013 | ASCAP Pop Music Awards           | Most Performed Song                      | "Where Have You Been"                          | Câștigat     |
| 2013 | ASCAP Pop Music Awards           | Most Performed Song                      | "Feel So Close"                                | Câștigat     |
| 2013 | MTV Video Music Awards Japan     | Best Collaboration                       | "Sweet Nothing" (featuring Florence Welch)     | Nominalizare |
| 2013 | International Dance Music Awards | Best Commercial/Pop Dance Track          | "Sweet Nothing" (featuring Florence Welch)     | Câștigat     |
| 2013 | International Dance Music Awards | Best Progressive Track                   | "Sweet Nothing" (featuring Florence Welch)     | Nominalizare |
| 2013 | International Dance Music Awards | Best Music Video                         | "Sweet Nothing" (featuring Florence Welch)     | Nominalizare |
| 2013 | International Dance Music Awards | Best Remixer                             | Calvin Harris                                  | Nominalizare |
| 2013 | International Dance Music Awards | Best Artist (Solo)                       | Calvin Harris                                  | Nominalizare |
| 2013 | Billboard Music Awards           | Top EDM Song                             | "Sweet Nothing" (feat Florence Welch)          | Nominalizare |
| 2013 | Billboard Music Awards           | Top EDM Song                             | "Feel So Close"                                | Nominalizare |
| 2013 | Billboard Music Awards           | Top Dance Artist                         | Calvin Harris                                  | Nominalizare |
| 2013 | Billboard Music Awards           | Top EDM Artist                           | Calvin Harris                                  | Nominalizare |
| 2013 | Scottish Album of the Year       | Album of the Year                        | 18 Months                                      | Nominalizare |
| 2013 | Ivor Novello Awards              | Songwriter of the Year                   | Calvin Harris                                  | Câștigat     |
| 2013 | MTV Video Music Awards           | Best Collaboration                       | "I Need Your Love" (feat Ellie Goulding)       | Nominalizare |
| 2013 | MTV Video Music Awards           | Best Song of the Summer                  | "I Need Your Love" (feat Ellie Goulding)       | Nominalizare |
| 2014 | Premiile Grammy                  | Best Dance Recording                     | "Sweet Nothing" (featuring Florence Welch)     | Nominalizare |
| 2014 | Premiile Grammy                  | Best Dance/Electronica Album             | 18 Months                                      | Nominalizare |
| 2014 | Premiile BRIT                    | British Single of the Year               | "I Need Your Love" (featuring Ellie Goulding)  | Nominalizare |
| 2014 | Premiile BRIT                    | British Video                            | "I Need Your Love" (featuring Ellie Goulding)  | Nominalizare |
| 2014 | Billboard Music Awards           | Top Dance/Electronic Artist              | Calvin Harris                                  | În așteptare |